# Freetown, Massachusetts

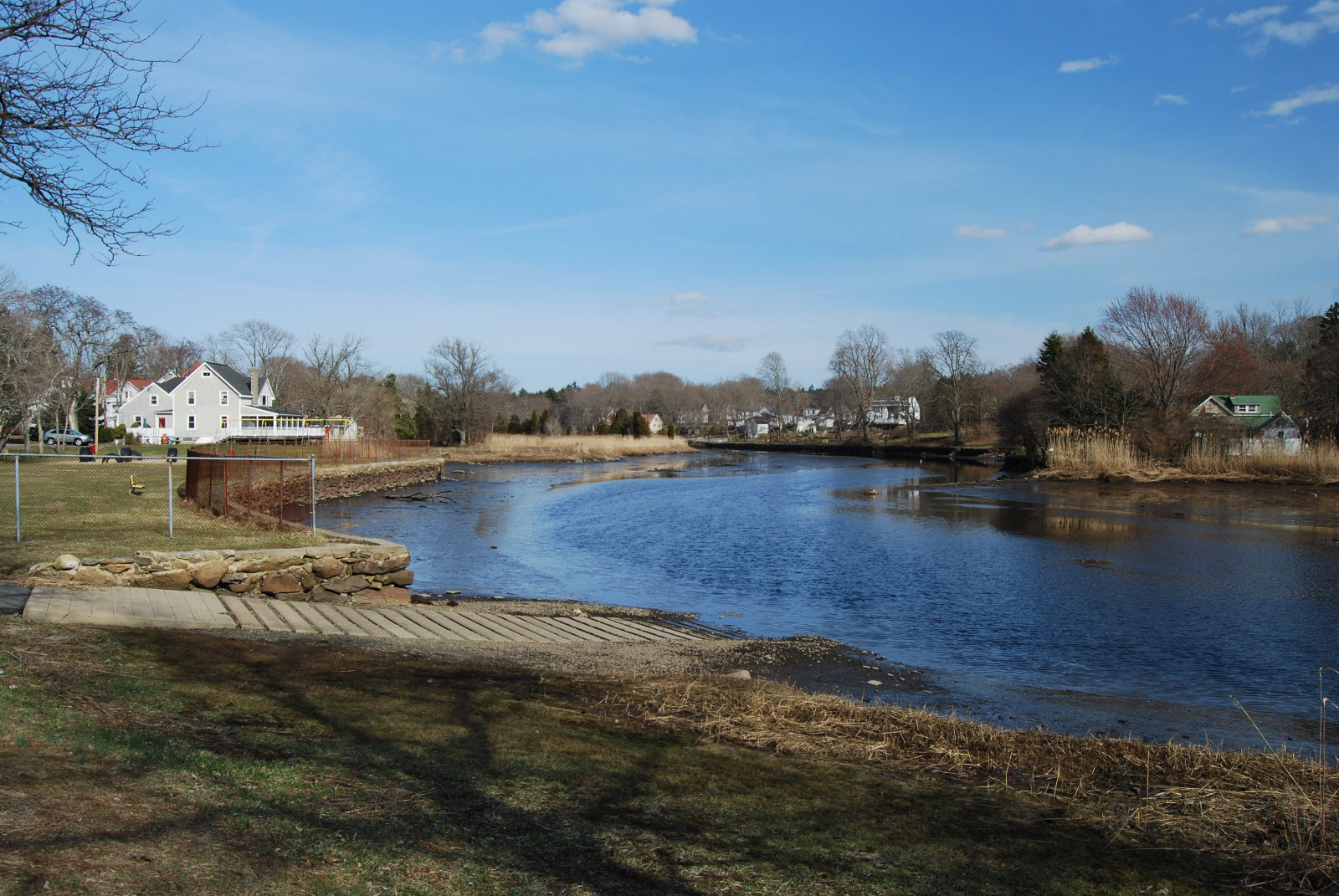

Freetown är en kommun (town) i Bristol County i delstaten Massachusetts i USA. Kommunen hade cirka 8 472 invånare år 2000.